# Xming
Xming – implementacja X Window System dla systemów z rodziny Microsoft Windows: Windows XP, Windows Server 2003, Windows Vista i Windows 7.

## Możliwości
Xming pozwala uruchomić serwer graficzny X Window System, typowe aplikacje i narzędzia wchodzące w jego skład oraz ustawić czcionki dla GUI programów. Xming wspiera kilka języków oraz posiada rozszerzenia Mesa 3D, OpenGL i GLX 3D.
Serwer Xming bazuje na serwerze X.Org kompilowanym na platformie linuksowej za pomocą kompilatora MinGW oraz wielowątkowej biblioteki Pthreads-Win32. XMing działa natywnie w środowisku Windows, bez dodatkowych emulatorów.
Xming może być wykorzystywany wespół z implementacjami SSH przy uruchamaniu sesji X11 z innego komputera. Wspiera PuTTY oraz ssh.exe. Projekt Xming dostarcza również PuTTY w wersji portable.

## Licencja
Początkowo Xming był dystrybuowany na wielu licencjach wskazujących, jakoby były odmianami licencji GNU GPL, ale z dodatkowymi ograniczeniami. Free Software Foundation zwróciła jednak wydawcom uwagę, że sposób licencjonowania łamie postanowienia GPL. W kolejnych wydaniach odniesienia do GPL zostały usunięte.

## Nowsze wydania
Aby uzyskać ze strony wydawców nowe wydania Xming (począwszy od maja 2007), konieczne jest uiszczenie drobnej opłaty. Po jej dokonaniu możliwe jest pobieranie plików projektu przez okres jednego roku.